# Джатаки
Джа́таки (от джа́така, на санскрит: जातक, jātaka IAST) е сборник от „повествования за предишните прераждания на (Буда)“, в които се показват различни моменти от пътя му на бодхисатва преди да се превърне в Буда. Джатаките са един от най-важните паметници на повествователната литература на будизма.
Във формата, в който в днешно време джатаки влизат в „Кхудака-никая“ (Khuddakanikāya) на будисткия палийски канон „Трите кошници“ (Tipiṭaka – см. „Типитака“), – те представляват обширен прозаичен коментар към стихотворните изречения – гатхи, съставящи тематичното ядро на всяко повествование.
В съвременната му форма всяко джатаки се състои от следните части:
1. история за сегашното време (Paccuppan-navatthu), излагаща обстоятелствата, при които е разказана от Буда
2. история за миналото (Atītavatthu), включваща самото джатаки, и
3. свързаните с последното стихотворние изречения (Gāthā), към които са присъединени
4. тълкуването на стиховете (Veyyākaraṇa) и
5. разяснение на връзката (Samodhāna) между героите на историята в настоящия момент и историята за миналото.